# I-9 (Bulgarije)
De I-9 is een nationale weg van de eerste klasse in Bulgarije. De weg loopt van Roemenië via Varna en Boergas naar Turkije. De I-9 is 315 kilometer lang.